# Atelopsycha
Atelopsycha is een geslacht van vlinders uit de familie van de zakjesdragers (Psychidae). De wetenschappelijke naam van dit geslacht werd voor het eerst voorgesteld door Edward Meyrick in een publicatie uit 1937.
Dit geslacht is monotypisch, dat wil zeggen dat het maar één soort heeft namelijk Atelopsycha mataea Meyrick 1937, die in Rusland voorkomt.